# Riverdance
Riverdance és un espectacle teatral que consisteix principalment en música i dansa tradicional irlandesa. Amb una partitura composta per Bill Whelan, es va originar com a acte d'intervenció durant el Festival d'Eurovisió de 1994, amb els campions irlandesos de ball Jean Butler, Michael Flatley i el grup vocal Anúna. Poc després, l'equip de producció de marits i esposes John McColgan i Moya Doherty el van ampliar en un espectacle escènic que es va inaugurar a Dublín el 9 de febrer de 1995. Des de llavors, el programa ha visitat més de 450 locals a tot el món i ha estat vist per més de 25 milions de persones. és una de les produccions de dansa més reeixides del món.